# Umberto Morra di Lavriano
Pour les articles homonymes, voir Morra di Lavriano.
Le comte Umberto Morra di Lavriano (Florence, 13 mai 1897 - Cortona, 5 novembre 1981) était un écrivain et journaliste italien, antifasciste, ami de Piero Gobetti et collaborateur de La Rivoluzione liberale.

## Biographie
Fils du général piémontais Roberto Morra di Lavriano et de Maria Teresa Bettini, il a été baptisé par Humbert Ier et Marguerite de Savoie. Dans sa jeunesse, alors qu'il se trouvait à Saint-Pétersbourg avec son père ambassadeur, il a été frappé par une maladie tuberculeuse qui l'a rendu infirme. Réformé, il a travaillé pendant la Première Guerre mondiale dans un foyer de soldats sur l'Isonzo. En 1919-1920, il accompagne le père Giovanni Semeria aux États-Unis pour collecter des fonds auprès des émigrants italiens afin de construire des orphelinats de guerre, notamment dans le sud de l'Italie. Il commence à écrire dans les revues de Piero Gobetti. Pendant le fascisme, il se retire dans sa villa ancestrale Morra di Lavriano, à Cortona, où il accueille des représentants de la culture antifasciste, dont Alberto Moravia et Renato Guttuso.
Norberto Bobbio raconte  qu'en 1934, lors du plébiscite quinquennal, étant donné que le vote était oui ou non (les bulletins « oui » étaient tricolores et on pouvait voir de l'extérieur qu'ils étaient différents), Morra demanda le bulletin « non » et le mit tranquillement dans l'urne, après quoi il fut très embarrassé de s'entendre dire qu'il avait peut-être fait une erreur. « Non, c'est vous qui vous trompez » répondit Morra. Signalé par le secrétaire fédéral d'Arezzo, l'incident est rapporté le 5 avril 1934 au chef de la police par le secrétaire du Parti national fasciste (Partito Nazionale Fascista - PNF) Achille Starace « Au secrétaire du Fascio local qui avait signalé l'erreur, Morra répondit qu'il ne s'était pas du tout trompé » .
En 1943-1945, il collabore avec le gouvernement Badoglio à Bari et Salerne. De 1955 à 1957, il a présidé le Comité atlantique italien (Comitato atlantico italiano) et de 1949 à 1955, il a dirigé la Société italienne d'organisation internationale (Società italiana per l'organizzazione internazionale - SIOI), effectuant de nombreux voyages à l'étranger. De 1955 à 1959, il a été directeur de l'Institut culturel italien (Istituto Italiano di Cultura - IIC) à Londres.
Il a collaboré à Il Mondo, Critica Liberale et à de nombreux autres périodiques. Pendant des années, il a travaillé à une biographie de Piero Gobetti, qui est restée inachevée à sa mort et a été publiée à titre posthume.
Parmi ses nombreuses fréquentations de personnalités culturelles et politiques italiennes et étrangères, il faut mentionner Bernard Berenson, auquel il était lié par l'amitié, et dont il a édité le volume Colloqui. Une relation profonde et durable le lie à Alessandro Passerin d'Entrèves et Guglielmo Alberti.
Le 19 octobre 1978, Cortona lui a conféré la citoyenneté d'honneur. En 1986, il a créé le Centre permanent pour la paix Umberto Morra.
Il est enterré dans le cimetière de Campaccio, près de Cortona.